# Крыз
Крыз (азерб. Qrız) — селение и одноимённое муниципальное образование в Губинском районе Азербайджана, расположенное на высоте 2000-2050 метра у подножия Белой горы на левом берегу реки Кудиалчай, которую местные жители называют Джейдар. В муниципальное образование входят селения Крыз и Крыз-Дехне. Крыз — одно из мест компактного проживания малочисленного крызского народа — потомков одного из племён, составлявших население Кавказской Албании. Их язык принадлежит к лезгинской группе нахско-дагестанской языковой семьи.
Исследователи сходятся во мнении, что Крыз является древнейшим известным населённым пунктом крызов, из которого в своё время отселились предки нынешних джекцев, алыкцев и хапутлинцев — жителей соседних высокогорных селений Джек (азерб. Cek), Алык (азерб. Əlik), Хапут (азерб. Haput) и Ергюдж. Начиная с 1860-х — 1880-х гг., значительная часть крызов перебралась на равнинные территории.
Крыз, как и соседние селения, имеет характерное для высокогорных сёл ступенчатое и скученное расположение домов, окружённых небольшими двориками. Основным строительным материалом служат груботёсаный камень и галька. У крызских домов — каменные стены и плоские земляные крыши со средними дымоходами. В прошлом Крыз был крепостью, в настоящее время в селе остались лишь руины крепости.
Исторически сложилось деление села на кварталы по признаку кровного родства.
В селении имеется средняя школа, здание муниципалитета, а также старая разрушенная мечеть, построенная в VIII веке в период правления Абу Муслима и носящая его имя. На стене мечети имеется камень с датой «131», что соответствует примерно 749 году по григорианскому календарю.
Крыз — самое труднодоступное село в шахдагском регионе. Единственная дорога ведёт на юг, в сторону селения Джек. 28 ноября 2012 года был открыт мост, который соединил село с остальным миром. До этого транспортное сообщение отсутствовало, и последний участок пути можно было преодолеть лишь пешком или верхом на лошади.
В 2021 году в ходе строительства школы в селе были обнаружены древние могилы и фаянсовые предметы быта. Предположительно находки относятся к XI-XII векам.
Главное занятие населения — овцеводство; земледелие имеет второстепенное значение. Развиты ремёсла — изготовление ковров, паласов, шерстяных узорчатых носков.

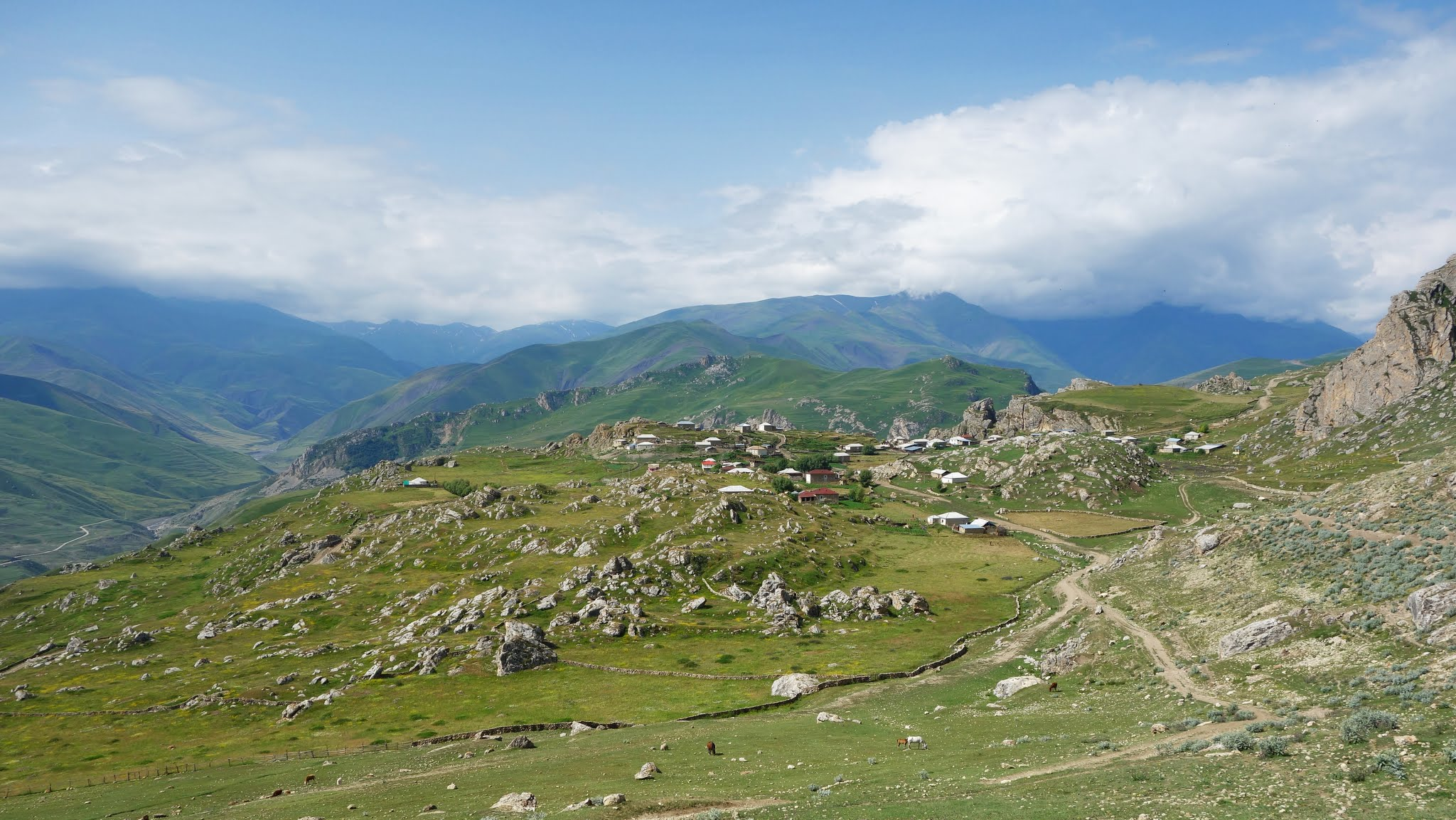
Крыз селение

## История
Впервые топоним Крыз был упомянут в источнике X века. 
В российских источниках первые упоминания о шахдагских народах (и их горных селениях Крыз, Хапут, Алик, Джек, Хиналуг, Будух) содержались в труде «Записки о находящихся на западном берегу Каспийского моря, между Астраханью и рекою Кура, народах и землях и об их состоянии в 1728 году» («Описание стран и народов, между Астраханью и рекой Курой находящихся»), подготовленном Иоганном Густавом Гербером, русским офицером немецкого происхождения, который по заданию русского правительства перед началом Персидского похода (1722—1723) объехал побережье Каспийского моря, принял участие в самом походе и в дальнейшем в течение семи лет находился на Кавказе, наблюдая за бытом и различными сторонами жизни кавказских народов, «изведал… всё внутреннее состояние тех земель, которые для определения границ и для снятия точной ландкарты в 1726 и 1727 гг. из конца в конец объехал».
Правитель Кубинского ханства Фатали-хан (1758—1789) переселил сюда несколько семей горских евреев. В селе до сих пор имеется еврейское кладбище.

Мустафазаде Тофиг в книге «Кубинское ханство» пишет, что в селе Крыз не раз бывал последний кубинский хан Шейх-Али (1791—1806), отказавшийся признать новую российскую власть. Шейх-Али сделал Крыз центром своих владений. Аббаскули-ага Бакиханов в произведении «Гюлистани-Ирам» пишет, что Шейх-Али расширил село и начал строить рядом с ним новый город.
«В 1225 (1810) г. из Табасарана пришел Шейх Али-хан, где он жил полтора года, и с помощью Ханбутай-бека Хазринского и других кубинских жителей около четырех месяцев владел Кубинской провинцией, и переселив часть населения, начал строить новый город в деревне Крыз».
В «Сборнике сведений о Кавказе» (Тифлис, 1879 г.) указывалось, что в селении действуют две мечети и одна медресе.
В 1860-е — 1880-е гг. увеличение горского населения, начавшийся распад больших патриархальных семей, а также начало интенсивного разведения марены, превратившейся в одну из основных статей местного экспорта, привели к миграции части горцев (прежде всего крызов и лезгин) на равнину, в Мюшкюрский магал — область на севере Кубинского уезда, где значительные территории расчищались и обрабатывались под марену и чалтык. К 1880-м годам Мюшкюр уже представлял собой густонаселённую территорию. Там, где ранее были лишь зимние помещения для скота и землянки для пастухов, появились новые сёла и сады. Из 58 крызских отсёлков тридцать пять были созданы переселенцами из селения Крыз.
Отток населения происходил и в советское время, особенно в конце 1940-х годов. Эта тенденция сохраняется и в настоящее время. Жители переселяются в Джек и Крыз-Дехне. В селе на начало XXI века оставалось всего 30-40 домов, в которых проживало до 400 человек.

## Фотогалерея

Крыз
Село Крыз 1880 год
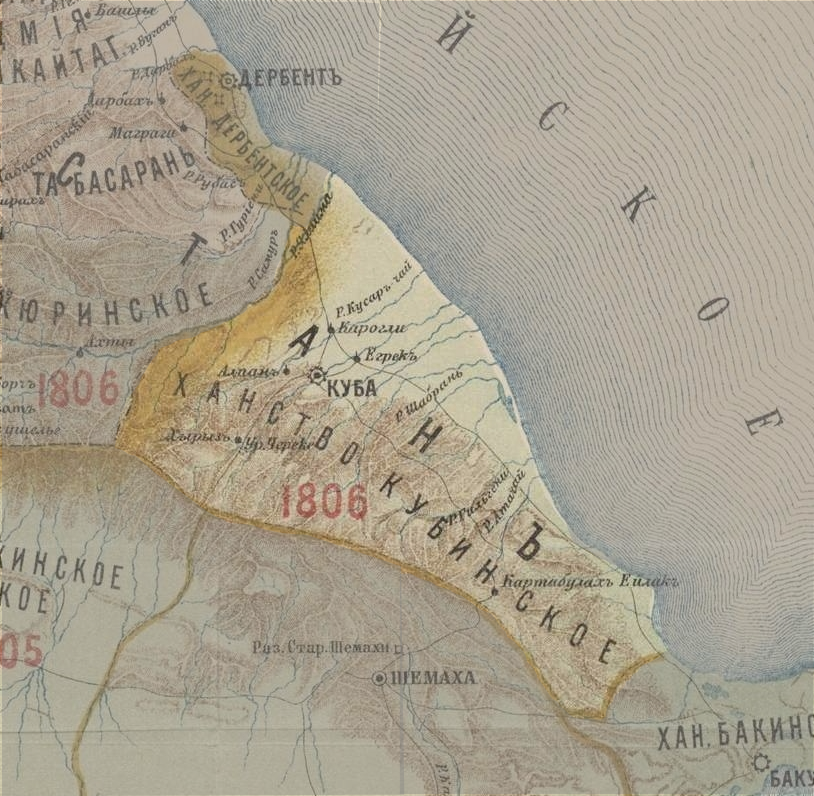